# Centraal-Darfoer
Centraal-Darfoer (Arabisch: ولاية وسط دارفور, Wasat Dārfūr; Engels: Central Darfur) is een van de  staten van Soedan en een van vijf staten van de regio Darfur (Darfoer). De staat is in januari 2012 gevormd in het kader van het vredesproces voor Darfoer. De hoofdstad is Zalingei. De staat bestaat uit een gebied dat voorheen deel uitmaakte van de staten West-Darfoer en Zuid-Darfoer.